# 西漢氏
西漢氏（かわちのあやうじ）は、「西漢」を氏の名とする氏族。
河内国丹比郡・古市郡を本拠とする豪族である。「河内漢氏」「川内漢氏」とも書く。

## 概要
大和国を本拠とした東漢氏（やまとのあやうじ）に対して西漢氏と称したが、東漢氏との関係については同族とも言われる一方で、異系統とする説もある。当初直（あたい）であったが、683年に連（むらじ）、2年後に忌寸（いみき）の姓（かばね）が下賜された。